# RoboBee
RoboBee — найменший (станом на травень 2013 року) у світі літаючий робот. Розмах крил 3 см.

## Історія
Останні десять років в університеті Гарварду проводилися дослідження маленьких літаючих роботів. Ранні дослідження фінансувало Агентство передових оборонних дослідницьких проєктів США для створення рішень прихованого спостереження. У 2007 році робот вперше піднявся в повітря, але керувати польотом без зовнішньої підтримки було неможливо.
Проєкт RoboBee, запущений у 2009 році, поставив мету створити «роботизовану колонію бджіл». Влітку 2012 року команда вирішила ключові проблеми, і RoboBee здійснив перший керований політ. Результати опубліковано в Science у травні 2013 року.

## Використання
Якщо інженери вирішать дві проблеми — чип для робота та джерело живлення, то робот знайде широке застосування у рятувальних роботах. На даний момент не існує настільки маленьких чипів із достатньою потужністю, щоб їх можна було використати. Ще однією проблемою є живлення літального апарата; тепер живлення подається через тонкі корди. Так само відбувається і керування роботом. Для використання роботом штучного інтелекту програмістами було розроблено дві мови програмування — Karma та OptRAD.

## Технічні характеристики
Розмах крил робота RoboBee лише 3 см, що робить його найменшим літальним апаратом, зробленим людиною. Крила можуть махати 120 разів у секунду і контролюються в реальному часі. RoboBee важить 80 міліграм.